# Condado de Mingo
El condado de Mingo (en inglés: Mingo County), fundado en 1895, es uno de los 55 condados del estado estadounidense de Virginia Occidental. En el año 2000 tenía una población de 28.253 habitantes con una densidad poblacional de 26 personas por km². La sede del condado es Williamson.

## Geografía
Según la Oficina del Censo, el condado tiene un área total de 1098 km² (423,9 mi²), de la cual 1096 km² (423,2 mi²) es tierra y 3 km² (1,2 mi²) (0.24%) es agua.

### Condados adyacentes
- Condado de Lincoln - norte
- Condado de Logan - noreste
- Condado de Wyoming - este
- Condado de McDowell - sureste
- Condado de Pike - oeste
- Condado de Martin - oeste
- Condado de Wayne - noroeste
- Condado de Buchanan - sureste

### Carreteras
- U.S. Highway 52
- U.S. Highway 119
- Ruta de Virginia Occidental 49
- Ruta de Virginia Occidental 65
- Ruta de Virginia Occidental 80

## Demografía
En el 2000 la renta per cápita promedia del condado era de $21,347, y el ingreso promedio para una familia era de $26,581. En 2000 los hombres tenían un ingreso per cápita de $31,660 versus $18,038 para las mujeres. El ingreso per cápita para el condado era de $12,445. Alrededor del 29.70% de la población estaba bajo el umbral de pobreza nacional.

## Ciudades y pueblos

### Ciudades y pueblos incorporados
- Delbarton
- Gilbert
- Kermit
- Matewan
- Williamson

### Comunidades no incorporadas
- Baisden
- Borderland
- Breeden
- Chattaroy
- Dingess
- Edgarton
- Gilbert Creek
- Isaban (parte)
- Justice
- Lenore
- Meador
- Naugatuck
- Newtown
- Nolan
- Ragland
- Rawl
- Red Jacket
- Varney
- Verner
- Wharncliffe
- Wilsondale